# Renfrewshire Football League
La Renfrewshire Football League (ou simplement Renfrewshire League) était une compétition de football organisée en Écosse, qui n'a connu qu'une seule édition en 1894-1895. Il s'agissait d'une compétition régionale pour les clubs du comté du Renfrewshire et qui venait en complément du championnat d'Écosse organisé par la Scottish Football League, dans le but d'augmenter le nombre de matches disputés et ainsi les recettes de billetterie. 
Tous les clubs importants du Renfrewshire mais seuls trois ont répondu positivement. Devant le manque d'engouement, la compétition ne connut qu'une seule édition.

## Membres
- Morton
- Port Glasgow Athletic
- Saint Mirren

## Champion
- 1894-1895 : Morton

## Résultats
| Rang | Équipe                | Pts | J | G | N | P | Bp | Bc | Diff |  | Résultats (▼ dom., ► ext.) | Mort | Port | StMi |
| ---- | --------------------- | --- | - | - | - | - | -- | -- | ---- |  | -------------------------- | ---- | ---- | ---- |
| 1    | Morton                | 5   | 4 | 2 | 1 | 1 | 9  | 7  | +2   |  | Morton                     |      | 4-1  | 2-0  |
| 2    | Port Glasgow Athletic | 4   | 4 | 2 | 0 | 2 | 13 | 11 | +2   |  | Port Glasgow Athletic      | 4-1  |      | 5-0  |
| 3    | Saint Mirren          | 3   | 4 | 1 | 1 | 2 | 8  | 12 | -4   |  | Saint Mirren               | 2-2  | 6-3  |      |